# 吉普賽 (密蘇里州)
吉普賽（英語：Gipsy）是位於美國密蘇里州波林格縣的非建制地區。

## 歷史
吉普賽的郵局自1904年營運至今。

## 地理
吉普賽所處的海拔為高於海平面125米（即410英呎），而該地所採用的時區為UTC-6，即北美中部時區（CST）。同時該地設有夏令時間，為UTC-6調快一小時，即UTC-5（CDT）。